# 2020年スーパーベースボール
『2020年スーパーベースボール』（2020ねんスーパーベースボール、英字表記：2020 SuperBaseBall）は、1991年9月20日に日本のSNKから稼動されたアーケード用野球ゲーム。
基本的には野球ゲームであるが、近未来の「CYBER EGG STADIUM」を舞台としており、ホームランゾーンやファウルゾーンが通常とは異なる、回が進むにしたがって外野にクラッカーが設置されるなど、普通の野球とは異なる部分が多々ある。
同年にネオジオに移植された他、1993年にスーパーファミコンやメガドライブにも移植され、1995年にはネオジオCDに移植された。ネオジオ版は2011年にWii用ソフトとしてバーチャルコンソールにて配信された。アーケード版は2017年にPlayStation 4およびXbox Oneで、2018年にNintendo SwitchとWindows 10で、2022年にiOSおよびAndroidでアケアカNEOGEOにて配信された。

## ゲーム内容
基本的には、2種類のリーグ、各リーグ6球団の中からプレイヤーの球団を選び、リーグ優勝を目指す野球ゲームである。但し、近未来を舞台としており、以下に示すように普通の野球とは異なる部分がある。

### 普通の野球とは異なる点
- スーパーベースボール協会規定30条5項に基づき、回が進むたびに外野及びファウルゾーンにクラッカーが設置される（位置にはパターンが無く、全くのランダム）。クラッカーに選手が触れると爆発し、触れた選手は一定時間行動できなくなる。ただしこれで負傷退場になることは無い。
- 普通の野球よりもファウルゾーンが小さい。具体的には、普通の野球で言う1塁側のファウルゾーンのうち、1塁ベース以遠はフェアゾーンとなっている（3塁側も同様）。フェアゾーンのスタンドに入ったボールは、弾かれてグランドに投げ出される。なお、スタンド内に落球した時点でフェアあるいはファウルが確定する。スタンドから弾かれたボールをダイレクトキャッチしてもアウトにはならない。
- 普通の野球よりもホームランゾーンが小さい。具体的には、バックスクリーン付近（30度くらい）に限られ、それ以外はフェアゾーンとなる。
- スタンド手前には随所にジャンプゾーンが設けられている。ジャンプゾーンでは選手は高くジャンプすることが可能となるため、ホームランボールでもタイミングよくジャンプすればキャッチすることが可能となる。
- 1塁線と3塁線のスタンド付近とベンチ前にはストップゾーンが設けられている。ストップゾーンに入ったボールは、勢いを急速に失って止まる。

### その他の特徴
- 通常の選手のほかに野球ロボが登場する。スタメン投手が野球ロボの球団、選手が全員野球ロボの球団もある。デッドボールによる負傷退場の際は、控選手一覧にはいない野球ロボに交代となるが、これは最低限の性能しか持っていない。野球ロボは燃料が切れて交代となることがある。
- 試合中のプレーの結果に応じて所持金が変動し、その所持金によって選手の強化（「攻撃」「守備」「投手」別の強化アーマーの装着、強化の度合いによって3段階）ができる。また、強化された野球ロボへの選手交代（こちらも強化の度合いによって3段階）も可能。強化された選手はアーマーが度合いに応じた色に点滅し、ロボの場合は同様に色が変化する（点滅はしない）。
  - フライをキャッチする際は、ジャンプキャッチやダイビングキャッチすると、単にキャッチする場合より所持金が多く得られる。
  - 強化アーマーは、一定時間経過すると破損し、効果が切れてしまう（上記の点滅が無くなり元の色に戻る）。破損後、改めて強化することは可能。強化ロボも同様に、一定時間経過すると最低性能になっしまう（灰色になる）。最低性能になった後に改めて強化ロボに交代させることも可能。
- 選手および強化アーマーは、7回に限り大幅にパワーアップする。
- アーケード版は、回数や投球数などではなく、プレイ時間あたりのクレジット（通常のプレイであれば、2 - 3回に1クレジット、1試合3 - 5クレジットほどかかる）となっている。そのため、試合に勝ちつづけたとしてもリーグ優勝まで1クレジットで到達することは実質不可能。また、インプレイ状態（例えば、投球が始まり、ボールがミットに収まるまでの間など）にコンティニュー確認のメッセージが表示されることもある。コンティニュー後はもちろん直後からの再開となるため、前述の例であればバッティングタイミングが狂いやすいなどの弊害がある。

| プレイ内容                           | 所持金変動 | 所持金変動 |
| プレイ内容                           | 攻撃側     | 防御側     |
| ------------------------------------ | ---------- | ---------- |
| ストライク                           | -$10       | $100       |
| 三振                                 | -$100      | $1,000     |
| 飛球                                 | -$50       | $800       |
| 飛球（ジャンプでキャッチした場合）   | -$50       | $1,000     |
| 飛球（ダイビングキャッチした場合）   | -$50       | $1,500     |
| フォースアウト、ベースでの判定アウト | -$100      | $1,000     |
| 死球                                 | $1,000     | -$1,000    |
| 死球での負傷退場                     | $5,000     | -$2,000    |
| 四球                                 | $0         | -$300      |
| 盗塁                                 | $300       | $0         |
| ヒット                               | $300       | $0         |
| 二塁打                               | $500       | $0         |
| 三塁打                               | $800       | $0         |
| 本塁打（ソロ）                       | $4,000     | $0         |
| ツーラン                             | $6,000     | $0         |
| スリーラン                           | $8,000     | $0         |
| 満塁ホームラン                       | $10,000    | $0         |

|                | ランクA          | ランクB          | ランクC          |
| -------------- | ---------------- | ---------------- | ---------------- |
| 打撃用アーマー | $2,000 (15% up)  | $5,000 (25% up)  | $10,000 (40% up) |
| 守備用アーマー | $1,000 (12% up)  | $3,000 (25% up)  | $10,000 (42% up) |
| 投手用アーマー | $10,000 (14% up) | $15,000 (26% up) | $20,000 (45% up) |
| 野球ロボ       | $5,000 (40% up)  | $10,000 (60% up) | $30,000 (80% up) |

## 球団
プレイヤーは以下のリーグおよび球団から一つを選んでプレイする。

### エキサイティング・リーグ
アメリカン・ドリームズ（AMERICAN DREAMS）
『ベースボールスターズ』にも登場したチーム。
東京サムライズ（TOKYO SAMRAIS）
ナポリ・シーガルズ（NAPLES SEAGULLS）
イタリアのチーム。
台湾メガパワーズ（TAIWAN MEGAPOWERS）
選手2人以外はすべてロボット。
コーリャ・ドラグーン（KOREA DRAGOON）
韓国のチーム。
バトル・エンジェルズ（BATTLE ANGELS）
映画のヒロインで構成されていると思われる。「レイア」、「バーバレラ」等。

### ファイティング・リーグ
バトル・ヒーローズ（BATTLE HEROES）
映画のヒーローで構成されていると思われる。
忍者ブラックソックス（NINJA BLACK SOX）
忍者で構成された、機動力の高いチーム。
オージー・バトラーズ（AUSSIE BATTLERS）
オーストラリアのチーム。ホラー映画の人物で構成されている。
メカニカル・ブレインズ（MECHANICAL BRAINS）
1名以外ロボットチーム。SF映画の登場キャラクターで構成されている。
メタル・スラッシャーズ（METAL SLASHERS）
ヘヴィメタル系のバンド名で構成。アンバランスなチーム。
トロピカル・ガールズ（TROPICAL GIRLS）
男性選手が一人で、あとは女性で構成されるチーム。守備がよく、攻撃面も悪くない。

### 隠れチーム
コスモポリタン・モノリス（COSMOPOLITAN MONOLIS）
リーグ優勝後、対戦するチーム。金色のユニフォームが特徴。

## 移植版
| No. | タイトル                                       | 発売日                                | 対応機種               | 開発元     | 発売元                                 | メディア                              | 型式                    | 備考               | Ref.              |
| --- | ---------------------------------------------- | ------------------------------------- | ---------------------- | ---------- | -------------------------------------- | ------------------------------------- | ----------------------- | ------------------ | ----------------- |
| 1   | 2020年スーパーベースボール Super Baseball 2020 | 1991年10月25日                        | ネオジオ               | SNK        | SNK                                    | 46メガビットロムカセット              | NGH-030                 |                    |                   |
| 2   | 2020年スーパーベースボール Super Baseball 2020 | 1993年3月12日 1993年7月               | スーパーファミコン     | モノリス   | ケイ・アミューズメントリース Tradewest | 12メガビットロムカセット              | SHVC-SA SNS-UB-USA      |                    |                   |
| 3   | Super Baseball 2020 2020年スーパーベースボール | 1993年9月24日 1993年10月 1994年3月4日 | メガドライブ           | NuFX       | エレクトロニック・アーツ EAビクター    | ロムカセット                          | E253SMXI 715801 EM20027 |                    |                   |
| 4   | 2020年スーパーベースボール                     | 1995年2月25日                         | ネオジオCD             | SNK        | SNK                                    | CD-ROM                                | NGCD-030                |                    |                   |
| 5   | 2020年スーパーベースボール Super Baseball 2020 | 2011年10月4日 2012年7月5日            | Wii                    | SNK        | D4エンタープライズ                     | ダウンロード （バーチャルコンソール） | -                       | ネオジオ版の移植   | [ 2 ] [ 3 ]       |
| 6   | 2020年スーパーベースボール Super Baseball 2020 | 2017年6月29日                         | PlayStation 4 Xbox One | ハムスター | ハムスター                             | ダウンロード （アケアカNEOGEO）       | -                       | アーケード版の移植 | [ 4 ] [ 5 ]       |
| 7   | 2020年スーパーベースボール Super Baseball 2020 | INT 2018年2月8日                      | Nintendo Switch        | ハムスター | ハムスター                             | ダウンロード （アケアカNEOGEO）       | -                       | アーケード版の移植 | [ 6 ] [ 7 ] [ 8 ] |
| 8   | 2020年スーパーベースボール Super Baseball 2020 | INT 2018年4月27日                     | Windows 10             | ハムスター | ハムスター                             | ダウンロード                          | -                       | アーケード版の移植 |                   |
| 9   | 2020年スーパーベースボール                     | 2022年12月22日                        | iOS Android            | ハムスター | ハムスター                             | ダウンロード                          | -                       | アーケード版の移植 | [ 9 ]             |

スーパーファミコン版
- ケイ・アミューズメントより発売。アーケード版からの変更点は以下の通り。
- ジャンプゾーンがホームランゾーンの手前のみとなっている。
- クラッカーは削除されている。
- ストップゾーンの数が減っている。

## 評価
スーパーファミコン版
- ゲーム誌『ファミコン通信』の「クロスレビュー」では、7・6・7・7の合計27点（満40点）[12]、『ファミリーコンピュータMagazine』の読者投票による「ゲーム通信簿」での評価は以下の通りとなっており、20.53点（満30点）となっている[1]。この得点はスーパーファミコン全ソフトの中で161位（323本中、1993年時点）となっている[1]。また、『SUPER FAMICOM Magazine』1993年8月情報号特別付録の「スーパーファミコンオールカタログ'93」では、「サイボーグのような選手のグラフィックがかっこいい」と紹介されている[1]。

| 項目 | キャラクタ | 音楽 | 操作性 | 熱中度 | お買得度 | オリジナリティ | 総合  |
| 得点 | 3.71       | 3.31 | 3.45   | 3.29   | 3.29     | 3.49           | 20.53 |

- ゲーム誌『Theスーパーファミコン』の「ザ・テストプレイ」では総合評価61点（100点満点）[15]。レビュアーは移植によりスケールダウンしてしまっているが残念だがグラフィックや演出は徹底されていないながら未来感がありサイボーグタイプの選手が格好良く特に女性がいい、野球ゲームとしてはまとまっていて打球スピードもちょうどいい、賞金システムは1球空振りするたびに減額されていくのは必死になれる、溜めた賞金で誰を強化するかなど戦略性があるのが魅力、ホームランを打ったときには未来的な演出が欲しかった、普通に野球を楽しみたい人には邪道かもしれないとした[15]。

メガドライブ版
- ゲーム誌『ファミコン通信』の「クロスレビュー」では、5・6・5・5の合計21点（満40点）となっている[13]

- ゲーム誌『メガドライブFAN』の読者投票による「ゲーム通信簿」での評価は以下の通りとなっており、21.6点（満30点）となっている[16]。

| 項目 | キャラクタ | 音楽 | お買得度 | 操作性 | 熱中度 | オリジナリティ | 総合 |
| 得点 | 3.8        | 3.3  | 3.3      | 3.5    | 3.7    | 4.0            | 21.6 |

- ゲーム本『メガドライブ大全』（2004年、太田出版）では、ネオジオ版と比較し「見劣りする部分もある」と指摘した上で、「野球ゲームが少ないメガドラでは貴重なソフトだ」と肯定的に評価した[17]。

## 備考
- 『ネオジオバトルコロシアム』（2005年）では、同作のオリジナルキャラクター・アイがこのゲームにちなんだ「2020スーパーキャッチ」という必殺技を使用する。